# Holsbeek
Holsbeek is een plaats en een gemeente in de Belgische provincie Vlaams-Brabant. De gemeente telt ruim 10.000 inwoners.

## Toponymie
Holsbeek werd in 1129 voor het eerst vermeld, als Hulsebec wat "hulstbeek" betekent.

## Geschiedenis
De heerlijkheid Holsbeek viel binnen de Leuvense banmijl; de rechtspraak geschiedde door een hertogelijke schepenbank. Vanaf 1505 werd de hertogelijke rechtsmacht verpand aan een reeks heren, onder wie Frederik van Holsbeek die in 1661 verheven werd tot baron van Holsbeek. Zijn baronie omvatte ook Attenhoven (niet te verwarren met Attenhoven deelgemeente van Landen) en Kortrijk. In de 18de eeuw ging de baronie over op de familie Gaethovius.

## Geografie

### Kernen
De gemeente Holsbeek bestaat uit 4 deelgemeentes: Holsbeek, Kortrijk-Dutsel, Nieuwrode en Sint-Pieters-Rode.

#### Tabel
| # | Naam              | Opp. (km²) | Inwoners (2020) | Inwoners per km² | NIS-code |
| - | ----------------- | ---------- | --------------- | ---------------- | -------- |
| 1 | Holsbeek          | 10,51      | 4.420           | 421              | 24043A   |
| 2 | Kortrijk-Dutsel   | 8,59       | 1.697           | 198              | 24043B   |
| 3 | Nieuwrode         | 12,88      | 2.802           | 218              | 24043C   |
| 4 | Sint-Pieters-Rode | 6,80       | 1.137           | 167              | 24043D   |

## Bezienswaardigheden
- De Sint-Mauruskerk
- De Sint-Caroluskerk in Attenhoven
- Het Domein De Bruyn
- Het Domein van Tilt in Attenhoven

## Natuur en landschap
Holsbeek ligt in het Hageland in de vallei van de Winge. Er zijn enkele getuigeheuvels waardoor de hoogte varieert van 20 tot 50 meter. Natuurgebieden zijn onder meer het Chartreuzenbos en het Gasthuisbos.

## Demografische ontwikkeling

### Demografische evolutie deelgemeente voor de fusie
- Bronnen:NIS, Opm:1831 tot en met 1970=volkstellingen, 1976= inwonersaantal op 31 december

### Demografische ontwikkeling van de fusiegemeente
Alle historische gegevens hebben betrekking op de huidige gemeente, inclusief deelgemeenten, zoals ontstaan na de fusie van 1 januari 1977.
- Bronnen:NIS, Opm:1831 tot en met 1981=volkstellingen; 1990 en later= inwonertal op 1 januari

| Inwoners van jaar tot jaar op 1 januari 1992 tot heden | Inwoners van jaar tot jaar op 1 januari 1992 tot heden | Inwoners van jaar tot jaar op 1 januari 1992 tot heden |
| jaar                                                   | Aantal                                                 | Evolutie: 1992=index 100                               |
| ------------------------------------------------------ | ------------------------------------------------------ | ------------------------------------------------------ |
| 1992                                                   | 7.877                                                  | 100,0                                                  |
| 1993                                                   | 7.988                                                  | 101,4                                                  |
| 1994                                                   | 8.118                                                  | 103,1                                                  |
| 1995                                                   | 8.307                                                  | 105,5                                                  |
| 1996                                                   | 8.358                                                  | 106,1                                                  |
| 1997                                                   | 8.563                                                  | 108,7                                                  |
| 1998                                                   | 8.713                                                  | 110,6                                                  |
| 1999                                                   | 8.799                                                  | 111,7                                                  |
| 2000                                                   | 8.857                                                  | 112,4                                                  |
| 2001                                                   | 8.880                                                  | 112,7                                                  |
| 2002                                                   | 8.891                                                  | 112,9                                                  |
| 2003                                                   | 8.960                                                  | 113,7                                                  |
| 2004                                                   | 8.968                                                  | 113,9                                                  |
| 2005                                                   | 9.059                                                  | 115,0                                                  |
| 2006                                                   | 9.205                                                  | 116,9                                                  |
| 2007                                                   | 9.395                                                  | 119,3                                                  |
| 2008                                                   | 9.461                                                  | 120,1                                                  |
| 2009                                                   | 9.562                                                  | 121,4                                                  |
| 2010                                                   | 9.659                                                  | 122,6                                                  |
| 2011                                                   | 9.695                                                  | 123,1                                                  |
| 2012                                                   | 9.724                                                  | 123,4                                                  |
| 2013                                                   | 9.820                                                  | 124,7                                                  |
| 2014                                                   | 9.871                                                  | 125,3                                                  |
| 2015                                                   | 9.963                                                  | 126,5                                                  |
| 2016                                                   | 9.935                                                  | 126,1                                                  |
| 2017                                                   | 9.920                                                  | 125,9                                                  |
| 2018                                                   | 9.905                                                  | 125,7                                                  |
| 2019                                                   | 10.019                                                 | 127,2                                                  |
| 2020                                                   | 10.062                                                 | 127,7                                                  |
| 2021                                                   | 10.148                                                 | 128,8                                                  |
| 2022                                                   | 10.110                                                 | 128,3                                                  |
| 2023                                                   | 10.158                                                 | 129,0                                                  |
| 2024                                                   | 10.207                                                 | 129,6                                                  |
| 2025                                                   | 10.234                                                 | 129,9                                                  |

## Politiek

### Burgemeesters
Burgemeesters van Holsbeek waren:
| Periode | Periode       | Burgemeester                      |
| ------- | ------------- | --------------------------------- |
|         | ca. 1830      | Jean Van Lier                     |
|         |               |                                   |
|         | ca. 1870-1881 | Charles Van Tilt                  |
|         | 1882-1884     | Jozef Weynants                    |
|         | 1885-1887     | Jean Baptist Overloop             |
|         | 1888-1931     | Victor De Bruyn                   |
|         | 1931-1938     | Louis Van Tilt                    |
|         |               |                                   |
|         | 1947-?        | Frans Hendrickx                   |
|         | 1971-1982     | Jules Delauré (CVP)               |
|         | 1982-2000     | René Van Goidsenhoven (PVV / VLD) |
|         | 2001-2023     | Hans Eyssen (CD&V)                |
|         | 2023-heden    | Bram Van Baelen (CD&V)            |

#### 2013-2018
Burgemeester was Hans Eyssen (CD&V). Hij leidde een coalitie bestaande uit CD&V, sp.a en Groen. Samen vormden ze de meerderheid met 13 op 21 zetels.

#### 2019-2024
Burgemeester was Hans Eyssen (CD&V). Hij leidde een coalitie bestaande uit CD&V, Open Vld en Groen. Samen vormen ze de meerderheid met 14 op 21 zetels. Eind maart 2023 gaf hij zijn functie vrijwillig over aan Bram Van Baelen (CD&V)

#### 2024-2030
Burgemeester bleef Bram Van Baelen (Team Holsbeek). Team Holsbeek, een kartel van CD&V en Open Vld, had een absolute meerderheid van 12 op 21 zetels behaald en ging zonder coalitiepartner besturen.

### Resultaten gemeenteraadsverkiezingen sinds 1976
| Partij               | Partij                                     | 10-10-1976 | 10-10-1976 | 10-10-1982 | 10-10-1982 | 9-10-1988 | 9-10-1988 | 9-10-1994 | 9-10-1994 | 8-10-2000 | 8-10-2000 | 8-10-2006 | 8-10-2006 | 14-10-2012 | 14-10-2012 | 14-10-2018 | 14-10-2018 | 13-10-2024 | 13-10-2024 |
| Stemmen / Zetels     | Stemmen / Zetels                           | %          | 17         | %          | 19         | %         | 19        | %         | 19        | %         | 19        | %         | 21        | %          | 21         | %          | 21         | %          | 21         |
| -------------------- | ------------------------------------------ | ---------- | ---------- | ---------- | ---------- | --------- | --------- | --------- | --------- | --------- | --------- | --------- | --------- | ---------- | ---------- | ---------- | ---------- | ---------- | ---------- |
|                      | CVP1/CVP-CPA/CD&V2/Team HolsbeekB          | 49,241     | 9          | 31,181     | 6          | 27,181    | 6         | 32,98A    | 7         | 39,53A    | 9         | 56,062    | 13        | 36,982     | 9          | 33,932     | 9          | 47,8B      | 12         |
|                      | Centr.P.1/CVP-CPA                          | -          |            | -          |            | 11,941    | 2         | 32,98A    | 7         | 39,53A    | 9         | 56,062    | 13        | 36,982     | 9          | 33,932     | 9          | 47,8B      | 12         |
|                      | GEMBEL1/PVV2/VLD3/Open Vld4/Team HolsbeekB | 32,051     | 6          | 35,491     | 7          | 34,482    | 7         | 31,113    | 7         | 27,893    | 6         | 20,073    | 4         | 18,514     | 4          | 11,354     | 2          | 47,8B      | 12         |
|                      | SP1/sp.a2/Vooruit3                         | 14,821     | 2          | 16,51      | 3          | 14,61     | 2         | 18,211    | 3         | 14,851    | 2         | 12,222    | 2         | 12,192     | 2          | 5,12       | 0          | 2,63       | 0          |
|                      | Groen                                      | -          |            | -          |            | -         |           | -         |           | -         |           | 11,66     | 2         | 12,19      | 2          | 13,89      | 3          | 14,5       | 3          |
|                      | N-VA                                       | -          |            | -          |            | -         |           | -         |           | -         |           | -         |           | 20,14      | 4          | 15,9       | 3          | 15,4       | 3          |
|                      | Vlaams Belang                              | -          |            | -          |            | -         |           | -         |           | -         |           | -         |           | -          |            | -          |            | 4,8        | 0          |
|                      | Holsbeek Beweegt                           | -          |            | -          |            | -         |           | -         |           | -         |           | -         |           | -          |            | 19,82      | 4          | 14,9       | 3          |
|                      | NIEUW                                      | -          |            | 16,83      | 3          | 11,79     | 2         | 13,12     | 2         | 11,59     | 2         | -         |           | -          |            | -          |            | -          |            |
| Anderen(*)           | Anderen(*)                                 | 3,9        | 0          | -          |            | -         |           | 4,58      | 0         | 6,14      | 0         | -         |           | -          |            | -          |            | -          |            |
| Totaal stemmen       | Totaal stemmen                             | 4857       | 4857       | 5298       | 5298       | 5512      | 5512      | 5944      | 5944      | 6382      | 6382      | 6786      | 6786      | 7009       | 7009       | 7261       | 7261       | 5743       | 5743       |
| Opkomst %            | Opkomst %                                  |            |            |            |            | 95,58     | 95,58     | 94,35     | 94,35     | 93,54     | 93,54     | 95,23     | 95,23     | 92,96      | 92,96      | 93,7       | 93,7       | 72,2       | 72,2       |
| Blanco en ongeldig % | Blanco en ongeldig %                       | 2,86       | 2,86       | 4,23       | 4,23       | 3,36      | 3,36      | 4,1       | 4,1       | 4,28      | 4,28      | 5,7       | 5,7       | 3,42       | 3,42       | 2,8        | 2,8        | 0,4        | 0,4        |

De rode cijfers naast de gegevens duiden aan onder welke naam de partijen telkens bij een verkiezing opkwamen.

De zetels van de gevormde meerderheid staan vetjes afgedrukt. De grootste partij is in kleur.

(*) 1976: LL (3,9%) / 1994: HD (4,58%) / 2000: V.W.R. (6,14%)

## Nabijgelegen kernen
Attenhoven, Wilsele-Putkapel, Rotselaar, Wezemaal, Kortrijk, Linden